# Schmiedeknechtia gussakovskyi
Schmiedeknechtia gussakovskyi là một loài Hymenoptera trong họ Apidae. Loài này được Popov mô tả khoa học năm 1934.